# الدرك الملكي (المغرب)
الدرك الملكي هي مؤسسة أمنية وعسكرية في المغرب، وهي فرع من فروع القوات المسلحة الملكية، تأسست سنة 1957 بموجب ظهير ملكي شريف رقم 1.57.280، ويشمل عملها بالأساس إرساء الأمن، وتطبيق القانون، وحماية الأشخاص والممتلكات، خاصة في المناطق الريفية. كما تتولى مكافحة الجريمة، تنظيم السير، مراقبة الحدود، تنفيذ المهام القضائية، ودعم القوات المسلحة في الطوارئ والكوارث، إضافة إلى تأمين الشخصيات والمنشآت الحيوية، مما يجعلها ركيزة أساسية في الحفاظ على الأمن والاستقرار. 

## التاريخ
خلال فترة الحماية الفرنسية على المغرب، كان الدرك الوطني الفرنسي مكلفًا بالحفاظ على القانون والنظام في المغرب وتونس. تم تأسيس الدرك الملكي المغربي في 29 أبريل 1957 من قبل الملك الراحل محمد الخامس بعد الاستقلال. تم إصدار ظهائر في 14 يناير 1958 لتحديد مبدأ وغرض الدرك بشكل أكبر. ويصف هذا الدرك الملكي المغربي بأنه قوة عمومية تهدف إلى ضمان الأمن وحفظ النظام العام وتنفيذ القوانين. يربط المادة 2 من التشريع الدرك بالقوات المسلحة الملكية المغربية، مما يجعله قوة عسكرية في هيكلها وإدارتها وأشكال قيادتها. ويتألف موظفوها من ضباط وضباط صف. تم تحديد هيكل وظائفها من خلال تقليدين رئيسيين مختلفين ولكنهما تكميليين. أحدهما له جذور في تاريخ وثقافة المغرب. وقد نشأ الدرك من النظام الإداري والسياسي المغربي الذي ضمن الأمن العام وصيانة النظام العام لعدة قرون. أما التقليد الثاني (المخزن) فهو أحدث بكثير.

## المهام والوحدات

### المهام
- مدنيًا:

السهر على الأمن العمومي والمحافظة على النظام وتنفيذ القوانين ويشمل عمله جميع أنحاء البلاد والجيوش.
- عسكريًا :

في حالة وقوع الحرب يتولى الدرك قيادة فيالق ووحدات الجيش نظرًا إلى الخبرة والتكوين اللذين يتميز بهما أفراده ومراقبة جميع قطاعات الجيش بما فيها الثكنات العسكرية ومرافقة الوحدات العسكرية في تنقلاتها وتتبع تحركات الارتال والوحدات المتنقلة انجاز تقارير يومية عن الجيش ورفعها إلى قيادة الدرك، بصفة رجال الدرك ضباط شرطة قضائية فتتركز مهامهم بالدرك الحربي على رصد أي خرق لقانون العدل العسكري والتحقيق مع أي عسكري كيفما كانت رتبته العسكرية إذ يستمع إلى المتهمين في الجرائم التي ترتكب في الثكنات أو القواعد العسكرية ويوضع الأظناء تحت الحراسة النظرية ويحالون على المحكمة العسكرية.

### الوحدات
تتشكل إدارة الدرك الملكي من عدة وحدات ومن بينهم:
- الدرك الإقليمي:
  - وحدات السلامة الطرقية
  - وحدات الخيالة
  - فرق الكلاب البوليسية
  - فرق الدراجين
  - لواء الأمن والتدخل
  - الفرق العلمية والتقنية
- الدرك المتنقل:

مهمتها دعم جميع المناطق التي تحتاج دعما وكذا دعم وحدات الدرك
- الدرك البحري:

يقوم عمله على مراقبة الشواطئ المغربية وتفتيش السفن بالمياه الإقليمية والقيام بعمليات خاصة بالمياه الإقليمية والدولية ويسانده في عمله الدرك الجوي ويراقب أيضا تحركات القطع الحربية التابعة للبحرية المغربية وله أيضا فروعه الخاصة
- مجموعة الغوص
- مجموعة التدخل البحرية

- الدرك الجوي:

تتمثل مهامهم أساسًا في مراقبة التراب الوطني والسواحل المغربية الواسعة جدًا، بالإضافة إلى تنفيذ عمليات الإنقاذ الجوية والتدخلات الإنسانية، فضلاً عن القيام بالعمليات الخاصة.
- الدرك الحربي:

تتجلى صلاحيات الدرك الحربي في مراقبة ورصد أي خرق لقانون القضاء العسكري داخل الثكنات والقواعد العسكرية المغربية، ومرافقة وحماية الوحدات العسكرية خلال تنقلاتها.

### فرقة الأمن والتدخل للدرك الملكي
فرقة الأمن والتدخل للدرك الملكي هي فرقة أسلحة وتكتيكات خاصة من عناصر النخبة تابعة للدرك الملكي. وتتركز مهامها في مكافحة الإرهاب، وإنقاذ الرهائن، وحماية الشخصيات، والمراقبة الجوية، والسيطرة البحرية، والاستجابة للكوارث، ومكافحة الجريمة المنظمة.
يتم اختيار أفراد فرقة التدخل التابعة للدرك الملكي من بين خريجي الأكاديمية الملكية العسكرية بمكناس، ثم يتم نقلهم إلى المدرسة الملكية للدرك في مراكش لمواصلة تدريبهم. ولا يتم قبول سوى المرشحين الذين يتمتعون بقدرات بدنية وذهنية استثنائية للانضمام إلى وحدة التدخل الخاصة للدرك الملكي.

## الأسطول
يتوفر الدرك الملكي على أسطول كبير ومتنوع من السيارات، والدراجات النارية، والمروحيات، والطائرات، والزوارق. ويتكون غالبية أسطول الدرك الملكي من سيارات رباعية الدفع بحُكم طبيعة التدخلات التي يقوم بها عناصر الدرك الملكي والتي تكون غالباً في المناطق القروية والتي تتميز بطرقها الصعبة. ومن بين أهم السيارات التي يتكون منها أسطول الدرك الملكي هي: تويوتا برادو، نيسان باترول سوبر سفاري، داسيا دستر، فولكسفاكن كادي. أما أسطول الدراجات النارية فغالبيتها تتكون من دراجات من طراز بي إم دبليو آر 1200 آر تي. أما فيما يخص مراقبة الغابات والشواطئ فالدرك الملكي يستخدم دراجات الكواد أو الخيول.

## التكوين وشروط التوظيف

### شروط الولوج
- للولوج لصفوف الدرك الملكي يجب على المترشح أو المترشحة أن يكون:
  - من جنسية مغربية
  - الحاصلين على شهادة البكالوريا، أو يتابعون دراستهم بمستوى الثانية من سلك البكالوريا، شرط إدلائهم يوم الانخراط شهادة البكالوريا
  - عزاب وبالغين من العمر 18 سنة على الأقل و 24 سنة على الأكثر إلى غاية 01 سبتمبر
  - متوفرًا على قامة لا تقل على 1،70 متر للذكور و 1.68 متر للإناث
  - سليم الجسم
  - بدون سوابق عدلية
  - غير مطرودين من إحدى الوظائف العمومية
  - قبول ترشيحهم من طرف لجنة الانتقاء

### التكوين
التلاميذ الضباط
يتم تعين الضباط التلاميذ من خريجي الأكاديمية الملكية العسكرية بمكناس، تستغرق مدة التكوين في هيئات الضباط التلاميذ سنة واحدة
. ويشمل تكوينهم على ما يلي:
- التكوين العام (علم الإجرام وعلم النفس وعلم الاجتماع والمشاكل الإقتصادية والإجتماعية وحقوق الإنسان والمعلوماتية)
- التكوين المهني (مصلحة الدرك والشرطة القضائية والإدارية والعسكرية والطب الشرعي والعقلي والأحداث الجانحون)
- التنظيم الإداري والقضائي للمملكة
- التربية البدنية العسكرية والرياضة
- التكوين العسكري

- التلاميذ الدركيين

بعد القبول المبدئي وإجراء كافة الفحوصات، لا يتم القبول النهائي بالمدرسة الملكية للدرك، إلا بعد 3 أشهر من التداريب، ويتم تكوينهم بالمدرسة الملكية للدرك بمراكش أو مدرسة الدرك الملكي بنسليمان، وتستغرق مدة تكوين التلاميذ الدركيين سنتين، ويشتمل تكوينهم على:
- التكوين العام
- التكوين العسكري
- التكوين القانوني والمهني
- التكوين التقني
- التربية البدنية العسكرية والرياضة

ويمكن بتقدير من قائد الدرك الملكي إدراج مواد أخرى في برنامج التكوين.
وتحدد برامج التكوين والحصص المخصصة لمختلف المواد بمقرر لقائد الدرك الملكي فيما يخص كل هيئة من الهيئات.

### مراكز التكوين
- المدرسة الملكية للدرك بمراكش
- مدرسة الدرك الملكي بتامنصورت
- مدرسة الدرك الملكي بنكرير
- مدرسة الدرك الملكي بنسليمان
- الأكاديمية العسكرية بمكناس بنسبة للظباط

نظام الدراسة:
يمكن أن يسمح بالتكرار للتلاميذ الدركيين غير الحاصلين على النقط الكافية للانتقال إلى سنة التكوين التالية.
وفيما يخص التلاميذ الدركيين غير الحاصلين على المعدل الكافي في امتحان نهاية التدريب يقترح مجلس الأساتذة:
-إما تكرار السنة الثانية من التدريب وهو تكرار لا يسمح به إلا مرة واحدة؛
– وإما إرجاعهم إلى الحياة المدنية.
*يتقاضى الضباط المدرسون والمدربون إعانة عن التدريب يحدد مبلغها الشهري بقرار للوزير الأول.
ويتولى قائد الدرك الملكي إصدار الإذن بتكرار السنة الثانية من التدريب أو القرار بإرجاع التلميذ إلى الحياة المدنية .
*تسلم اللوازم والوثائق المدرسية إلى المتدربين بالمجان. وتدرج مصاريف التمدرس الخاصة بدراستهم في باب التكاليف من ميزانية الدرك الملكي.
*يتسلم الضباط و التلاميذ بالمدرسة الملكية للدرك زيادة على رزمة الأمتعة النظامية بذلتين للخروج من النوع الخاص بالدرك، وبذلتين للاستعراض.

## الرتب
قائمة رتب الدرك الملكي:
- سلك الضباط العامون
  - جنرال دوكور دارمي
  - جنرال دوديفزيون
  - جنرال دوبريكاد
  - كولونيل ماجور
- سلك الضباط السامين
  - كولونيل
  - ليوتنان كولونيل
  - كموندار
- سلك الضباط العاديين
  - نقيب
  - ملازم أول
  - ملازم
- سلك ضباط الصف
  - مساعد أول
  - مساعد
  - رقيب أول
  - دركي

## التعاون الدولي
منذ تأسيسه، قام جهاز الدرك الملكي بتطوير أساس تعاون متبادل فعال مع المنظمات المماثلة الأخرى، وانضم أيضًا إلى المنظمة الدولية للدرك والشرطة العسكرية في عام 1999، والتي توفر إطارًا لتحسين العلاقات المتبادلة بين المنظمات والحفاظ على الأمن في المنطقة.

## وصلات خارجية
- مدونة غير رسمية خاصة بأخبار الدرك الملكي